# Пол Форстер
Пол Форстер (англ. Paul Foerster, 19 листопада 1963) — американський яхтсмен.
Олімпійський чемпіон 2004 року в класі 470, срібний призер 1992 (Летючий голандець), 2000 (470) років, учасник 1988 року.
Срібний призер Панамериканських ігор 2011 року в класі Риба-місяць, бронзовий призер 2007 року в класі Риба-місяць.